# Maronitský ritus
Maronitský ritus  je křesťanský ritus, který se používá v liturgii v Libanonu přibližně od 5. století. Je blízký západosyrskému ritu, ale jeho liturgickým jazykem je syrština, evangelium se však předčítá v arabštině. Používá jej pouze maronitská katolická církev. Má také některé prvky východosyrského ritu a od 13. století byl značně ovlivněn římskou liturgií, jejíž prvky byly odstraněny až v roce 1992.